# Sekretarz gromadzki
Sekretarz gromadzki – stanowisko pracy w gromadzie, ustanowione w związku ustawą z 1958 r. o radach narodowych. Zostało powołane z zadaniem kierowania biurem prezydium gromadzkiej rady narodowej. Stanowisko sekretarza gromadzkiego istniało w latach 1958-1972. Do sekretarza gromadzkiego stosowane były przepisy o mianowanych pracownikach państwowych.

## Powołanie sekretarza
Na podstawie rozporządzenie Rady Ministrów z 1958 r. w sprawie zasad i trybu powoływania sekretarza gromadzkiego oraz jego obowiązków i praw ustanowiono stanowisko sekretarza gromadzkiego. Ustanowienie stanowiska sekretarza gromadzkiego pozostawało w ścisłym związku z ustawą z 1958 r. o radach narodowych.
Sekretarza gromadzkiego powoływał i odwoływał przewodniczący gromadzkiej rady narodowej, po zatwierdzeniu przez prezydium powiatowej rady narodowej.

## Obowiązki sekretarza
Do obowiązków sekretarza gromadzkiego należało:
- opracowywanie projektu budżetu i planu gospodarczego przy współudziale komisji gromadzkiej rady narodowej,
- opracowywanie projektów uchwal gromadzkiej rady narodowej i jej prezydium oraz przygotowywanie spraw do decyzji przewodniczącego gromadzkiej rady narodowej,
- przygotowywanie narad z sołtysami,
- podejmowanie czynności wykonawczych z zakresu zarządzania mieniem gromadzkim,
- prowadzenie spraw w zakresie ewidencji i ruchu ludności oraz akt stanu cywilnego,
- rachunkowość gromadzkiej rady narodowej,
- sprawy wymiaru i poboru  podatków oraz opłat w zakresie ustalonym obowiązującymi przepisami,
- sprawy wymiaru obowiązkowych dostaw,
- dokonywanie czynności notarialnych w ramach uprawnień prezydium gromadzkiej rady narodowej,
- podejmowanie czynności wykonawczych w zakresie uprawnień prezydium gromadzkiej rady narodowej w stosunku do podległych przedsiębiorstw, zakładów i instytucji,
- inne sprawy, zlecone przez prezydium i przewodniczącego gromadzkiej rady narodowej.

## Skład biura
W skład biura wchodzili:
- referent administracyjny,
- rachmistrz,
- inni pracownicy,
- praktykant.

## Wymagania stawiane sekretarzowi
Powołanie na stanowisko sekretarza poprzedzone było egzaminem z zakresu wymagań fachowych i umiejętności praktycznych przez komisją kwalifikacyjną. Komisja kwalifikacyjna powoływana była przez prezydium wojewódzkiej rady narodowej.
Na stanowisko sekretarza gromadzkiego mogły być powołane osoby, które:
- posiadały średnie wykształcenie i odbyły dwuletnią pracę w organach państwowej,
- lub posiadały wykształcenie w zakresie szkoły podstawowej, odbyły co najmniej trzyletnią pracę w organach administracji państwowej i złożyły egzamin z zakresu wymagań fachowych i umiejętności praktycznych,
- albo w ciągu trzech lat pełniły funkcje stale urzędujących członków prezydiów powiatowych, miejskich i gromadzkich rad narodowych oraz rad narodowych osiedli.

## Zniesienie sekretarza gromadzkiego
Na podstawie  rozporządzenie Rady Ministrów z 1972 r. w sprawie zakresu działania naczelnika gminy, organizacji i zadań urzędu gminy oraz niektórych spraw pracowniczych zlikwidowano stanowisko sekretarza gromadzkiego.